# 売春取締条例
売春取締条例（ばいしゅんとりしまりじょうれい）とは地方自治体の条例。

## 概要
売春関連行為を取締りを規定している。売春関連行為としては売春の勧誘、斡旋、見張行為、場所の提供などが上げられ、懲役刑などの刑事罰が規定されていた。売春防止法と異なり、性交類似行為を売春に含める規定や単純売春や買春を処罰する規定が制定していた自治体も存在した。
1956年4月時点で1都11県32市1村の計50自治体が制定していた。1956年の売春防止法制定に伴い、多くの自治体で条例廃止となっているが、現在でも京都市のように存続している自治体もある。